# Fusil de cerrojo

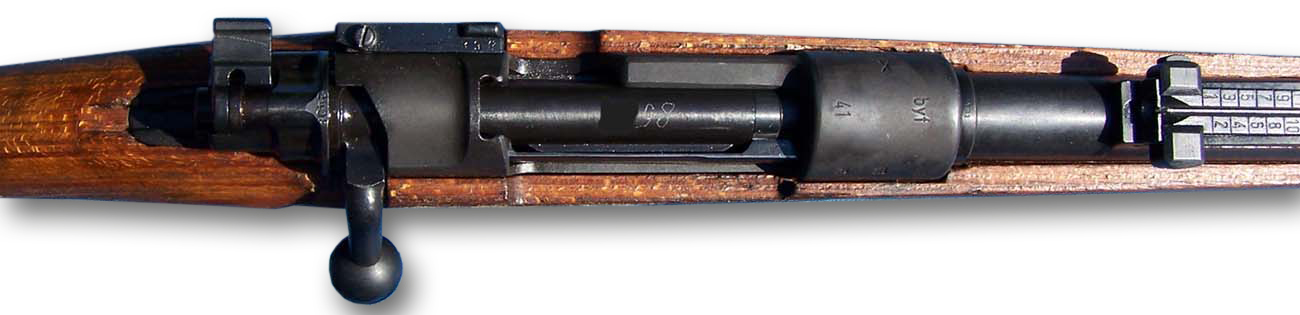
Detalle del cerrojo en un Mauser K98.

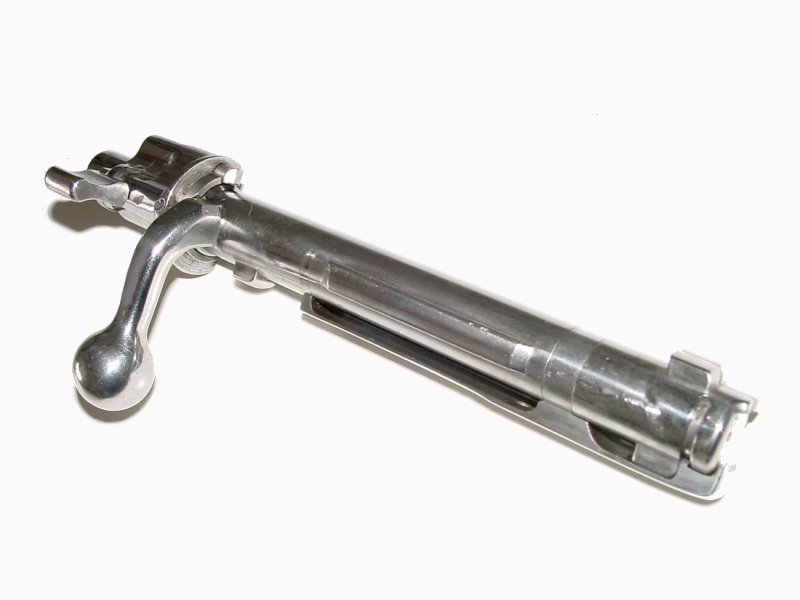
Cerrojo del K98.

Un fusil de cerrojo es una arma ligera que se carga manualmente mediante el accionamiento de una palanca del cerrojo del fusil o carabina. Recibió este nombre por su similitud con el cerrojo utilizado en las puertas de las casas.
Para cargar el arma, se abre el cerrojo, se introduce la munición y se vuelve a cerrar el cerrojo. Una vez disparada el arma, se vuelve a abrir el cerrojo y automáticamente es expulsado el casquillo.
Aunque en el siglo XXI, el fusil de cerrojo ha sido generalmente sustituido por los fusiles semiautomáticos y el fusil de asalto, sigue siendo preferido para las armas de precisión, como el fusil de francotirador y las usadas en el tiro deportivo y la caza debido a que son comparativamente más fáciles de producir, desarmar y rearmar.
El mecanismo también se encuentra en algunas escopetas y en pistolas de tiro deportivo.

## Historia

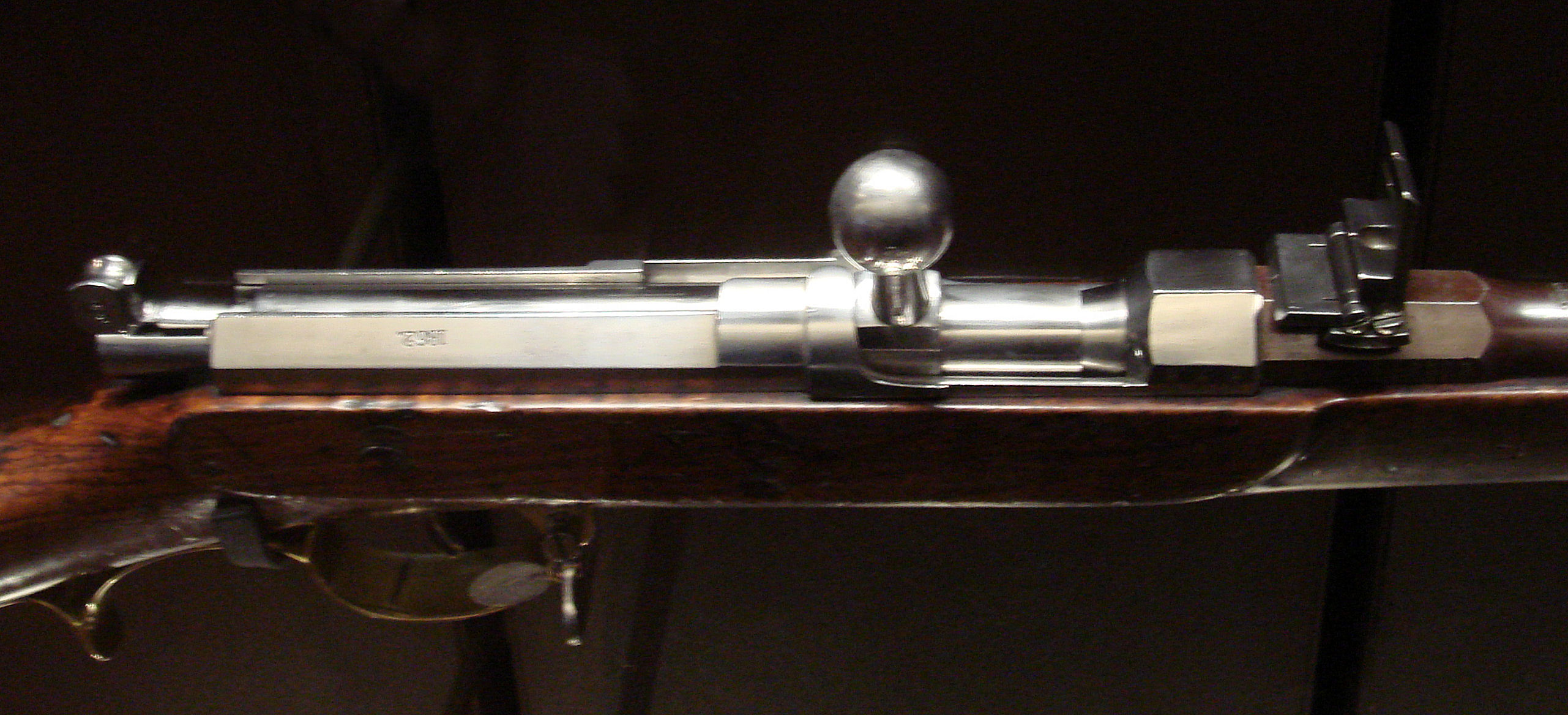
Detalle del cerrojo de un fusil Dreyse, un modelo de 1865.

Las primeras armas en incorporar el cerrojo datan de principios del siglo XIX, de las cuales el fusil Dreyse, fabricado en 1824 por Johann Nikolaus Dreyse (1787-1867), sería el primero en usarse como arma militar en 1864. A partir de finales del siglo XIX y durante las dos Guerras Mundiales, el fusil de cerrojo ya se había convertido en el arma convencional de infantería para la mayoría de los ejércitos del mundo.

## Principales cerrojos
Los tres mecanismos de cerrojo principales son los de Mauser, Lee-Enfield y Mosin-Nagant.

### Mauser

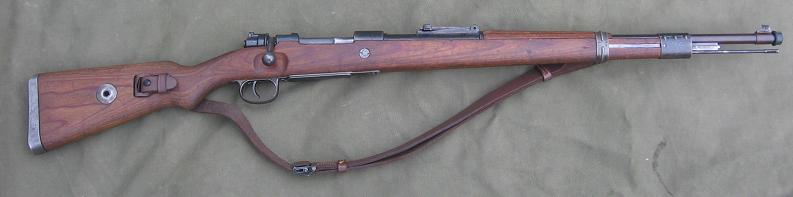
Un Mauser Kar 98k.

El Mauser 98 original, utilizado durante la Primera Guerra Mundial por las tropas alemanas, con un cañón demasiado largo, fue modificado y fabricado como el Mauser Kar 98k, considerado como uno de los mejores fusiles de la historia.

### Lee-Enfield
El cerrojo del Lee-Enfield, introducido en 1889, permitió numerosas adaptaciones y fue usado antes de la Segunda Guerra Mundial principalmente para el tiro deportivo y la caza. Después de la guerra, los SMLE Mk III, sobre todo, se convirtieron en fusiles económicos de caza.

### Mosin-Nagant
Creado en 1891, el cerrojo del Mosin-Nagant difiere significativamente de los diseños de Mauser y Lee-Enfield.

### Cerrojo lineal
Una variante de este mecanismo es el llamado cerrojo lineal, donde no se precisa girar el cerrojo antes de abrirlo. En un fusil de cerrojo lineal, la operación de recarga se reduce a jalar directamente hacia atrás la manija del cerrojo para eyectar el casquillo disparado de la recámara, luego empujándola adelante para insertar un nuevo cartucho en la recámara.
Entre los fusiles que emplean este tipo de cerrojo figuran el Schmidt-Rubin suizo, el Ross canadiense, el Mannlicher M1895 austrohúngaro y la carabina K31 suiza.